# Hémoglobine glyquée
L'hémoglobine glyquée (fraction HbA1c) est la forme glyquée de la molécule d'hémoglobine. Sa valeur biologique permet de déterminer la concentration de glucose dans le sang, la glycémie, sur trois mois. Elle est particulièrement utile et constitue le paramètre de référence dans la surveillance de l'équilibre glycémique des patients diabétiques.
Son dosage régulier, par un prélèvement sanguin veineux, permet de surveiller l'équilibre glycémique des patients diabétiques et, ainsi, d'évaluer et d'adapter leurs traitements anti-diabétiques. Sa valeur augmente lorsque les périodes d'hyperglycémie ont été fréquentes dans les 120 jours précédant le dosage et diminue lorsque la glycémie a été correctement équilibrée. Ainsi meilleur est le contrôle glycémique, plus basse est l'HbA1c et moindre est le risque de développer une des complications du diabète (microangiopathie, macroangiopathie…). L’équilibre chronique d’un diabète sucré se juge sur l’HbA1c et pas sur la glycémie, sauf au moment de l’adaptation du traitement ou lors de situations aiguës.
Sa valeur normale se situe entre 4 et 6 % de l'hémoglobine totale.
La définition d'un diabète de type II repose sur le chiffre de la glycémie à jeun. Plusieurs sociétés savantes internationales tendent cependant à modifier cette définition en la remplaçant par un taux d'hémoglobine glyquée supérieur à 6,5 %.

## Acronymie
L'HbA1 (α2β2) est la forme d'hémoglobine majoritaire dans le sang humain après 6 semaines de vie extra-utérine. Les deux autres formes étant l'HbA2 (α2δ2) et l'hémoglobine fœtale HbF (α2γ2).

## Historique
L'HbA1c a été séparée des autres formes d'hémoglobine par Huisman et Meyering en 1958 par chromatographie.
Elle a été caractérisée d'abord comme une glycoprotéine par Bookchin et Gallop en 1968.
Son augmentation dans le diabète a été décrite pour la première fois en 1969 par Samuel Rahbar (en). Les réactions conduisant à sa formation ont été caractérisés par Bunn et ses collaborateurs en 1975.
L'utilisation de l'HbA1c pour surveiller le degré de contrôle du métabolisme du glucose chez les patients diabétiques, a été proposée en 1976 par Anthony Cerami, Ronald Koenig et coll.

## Équivalence HbA1c et glycémie moyenne
L'hémoglobine (Hb) glyquée correspond à l'ensemble des molécules d'hémoglobine modifiées par fixation non enzymatique d'oses et principalement de glucose sur les fonctions aminées de la globine. Cependant, les caractères de l'Hb glyquée changent selon les sites de glycation, et cette notion de l'hétérogénéité de l'Hb glyquée est capitale pour mettre en œuvre une technique de dosage et interpréter un résultat.
Le terme d'hémoglobine glyquée totale est utilisé lorsque l'on considère les molécules d'hémoglobines glyquées sur tout résidu NH2, et celui d'hémoglobine Al quand la fixation d'ose est localisée à l'extrémité N-terminale des chaînes β, ce qui modifie la charge des molécules d'Hb. La fraction HbA 1, hétérogène, comprend HbA 1a1 (fixation de-fructose 1-6 diphosphate), HbA 1a2 (glucose-6-phosphate), HbA 1b (pyruvate) et surtout HbA 1c, dont la valine N-terminale des chaînes β a fixé une molécule de glucose, et qui a servi de base à la plupart des travaux sur l'intérêt clinique des Hb glyquées au cours du diabète.
La glycation non enzymatique des protéines est un processus physiologique lent qui affecte toutes les protéines de l'organisme et dont l'intensité augmente avec la glycémie. Puisque la durée de vie des hématies est d'environ 120 jours, la concentration d'hémoglobine glyquée renseigne sur la qualité de l'équilibre glycémique des 8 à 12 semaines qui précèdent le dosage. Il s'agit donc d'un index rétrospectif et cumulatif à long terme, utilisé dans la surveillance de routine du diabète sucré. Permettant un meilleur équilibre du diabète, qui constitue l'aspect essentiel du traitement, ce marqueur a un rôle essentiel dans la prévention des complications dégénératives de la maladie (1-5).
Il existe une corrélation entre les glycémies moyennes et la valeur de HbA1c.
- Le taux normal est de 4 à 6,7 % ;
- Toute variation de 1 % de l’HbA1c correspond à une variation de 0,29 g L−1 ou 1,60 mmol/L de la glycémie moyenne.

| HbA1c (%) | Glycémie plasmatique moyenne (g/L) | Glycémie plasmatique moyenne (mmol/L) |
| --------- | ---------------------------------- | ------------------------------------- |
| 4         | 0,65                               | 3,5                                   |
| 5         | 1                                  | 5,5                                   |
| 6         | 1,26                               | 6,93                                  |
| 6,5       | 1,41                               | 7,76                                  |
| 7         | 1,55                               | 8,53                                  |
| 7,5       | 1,69                               | 9,3                                   |
| 8         | 1,84                               | 10,12                                 |
| 8,5       | 1,96                               | 10,78                                 |
| 9         | 2,13                               | 11,72                                 |
| 9,5       | 2,27                               | 12,49                                 |
| 10        | 2,41                               | 13,26                                 |
| 11        | 2,68                               | 14,74                                 |
| 12        | 2,97                               | 16,34                                 |

## Autres intérêts
Le dosage de l'hémoglobine glyquée a peu d'avantages supplémentaires dans la prédiction du risque cardiovasculaire chez les patients indemnes de maladies cardiovasculaire et de diabète.
Ce dosage est plus stable à court terme que celui de la glycémie à jeun.

## Objectif glycémique pour le diabétique de type 1
L'objectif du traitement d'un patient diabétique de type 1 est d'obtenir un taux de HbA1c inférieur à 7,5 % d'après la HAS. Cependant selon le profil médical du patient diabétique, cette limite peut varier. Ainsi pour un patient diabétique de type 1 jeune et sans antécédents médicaux graves peut avoir un objectif inférieur à 7 %, tandis qu'un patient âgé pourra avoir un objectif plus élevé. De même un taux plus élevé est envisageable pour les enfants compte tenu du risque de retentissement des hypoglycémies sévères sur le développement cérébral.

## Objectif glycémique pour le diabétique de type 2
L'objectif du traitement d'un patient diabétique de type 2 est d'obtenir un taux de HbA1c inférieur à 7 % d'après la HAS, pour le cas général (ou inférieur à 6,5 % pour un diabète nouvellement diagnostiqué, sans antécédent cardio-vasculaire, et d'espérance de vie supérieure à 15 ans). Cependant, il semblerait qu'il existe une surmortalité lorsque l'HbA1c est trop basse (inférieure à 6 %),.

## Objectif glycémique dans le cas d'une grossesse
Afin de diminuer les risques de malformations fœtales, la grossesse d'une femme diabétique doit faire l'objet d'un suivi médical particulier. L'objectif pour le taux d'hémoglobine glyquée pour une femme diabétique devrait être inférieur ou égal à 6 %. Dans un diabète gestationnel, comme il s'agit généralement du 3e trimestre de la grossesse, l'hémoglobine glyquée n'est pas le paramètre déterminant. Une fructosémie est plus adaptée mais un profil glycémique à 7 points semble être plus indiqué pour une surveillance rigoureuse de la glycémie, maintenant si c'est une grossesse programmée chez une diabétique connue l'objectif hba1c avant la conception devrait se situer à 6 % mais le suivi reste le même pour toute grossesse diabétique.

## Techniques d'analyse
Il existe plusieurs techniques d'analyse, la plus récente, l'électrophorèse capillaire, (en Anglais Capillary Electrophoresis : CE)
et la chromatographie en phase liquide à haute performance (en Anglais High-performance liquid chromatography : HPLC).

## Limites
Le résultat peut être faussé en cas de présence d'une hémoglobine anormale, comme dans le cas d'une drépanocytose par exemple. De même, une carence en fer non corrigée peut en augmenter faussement le taux. En fait la glycation de l'hémoglobine dépend de la glycémie mais également de la durée de vie des hématies contenant l'hémoglobine. Si cette dernière est raccourcie (dans le cas d'une anémie hémolytique par exemple), l'hémoglobine a moins de temps pour être glyquée et son taux est plus faible pour un même degré de glycémie. A contrario, une durée de vie allongée des hématies (comme après une splénectomie) entraîne un taux plus élevé d'hémoglobine glyquée. 
Il existe également une variabilité des résultats selon le laboratoire qui effectue l'analyse. De même, à niveau de glycémie égale, l'hémoglobine glyquée a un taux légèrement supérieur dans la population noire, ce qui ne veut pas dire que le seuil pour lequel on considère que le taux soit anormal doit être relevé, certaines complications du diabète (rétinopathie diabétique) semblant apparaître pour des taux inférieurs chez cette population.